# Berne (Nueva York)
Berne es un pueblo ubicado en el condado de Albany en el estado estadounidense de Nueva York. En el año 2000 tenía una población de 2.846 habitantes y una densidad poblacional de 17.1 personas por km².

## Geografía
Berne se encuentra ubicado en las coordenadas 42°37′31″N 74°08′00″O / 42.62528, -74.13333.

## Demografía
Según la Oficina del Censo en 2000 los ingresos medios por hogar en la localidad eran de $47,174, y los ingresos medios por familia eran $55,685. Los hombres tenían unos ingresos medios de $37,324 frente a los $29,125 para las mujeres. La renta per cápita para la localidad era de $22,095. Alrededor del 5.4% de la población estaban por debajo del umbral de pobreza.